# Gátér
Gátér là một thị trấn thuộc hạt Bács-Kiskun, Hungary. Thị trấn này có diện tích 30,89 km², dân số năm 2010 là 974 người, mật độ 32 người/km².